# جين هاريسون
جين إروين هاريسون (بالإنجليزية: Jane Irwin Harrison) ولدت في (بنسلفانيا، 23 يوليو 1804 - وتوفيت في 11 مايو 1846)، زوجة ابن ويليام هنري هاريسون الرئيس التاسع للولايات المتحدة الأمريكية.
عندما اصبح ويليام هنري هاريسون رئيساً، لم تسافر آنا هاريسون الى واشنطن العاصمة، وبدلاً من ذلك انتظرت حتى يصبح الطقس أكثر ملائمة للسفر نظراً لسوء حالتها الصحية. قام الرئيس هاريسون بتعيين جين هاريسون كمضيفة للبيت الأبيض وهو الدور التقليدي للسيدة الأولى للولايات المتحدة، بدلاً منها. انتهت فترة جين هاريسون كسيدة أولى بالإنابة فجأة بوفاة الرئيس هاريسون، بعد ثلاثين يومًا فقط من تنصيبه.